# Municipio de County Line
El municipio de County Line (en inglés: County Line Township) es un municipio ubicado en el condado de Howard en el estado estadounidense de Arkansas. En el año 2010 tenía una población de 647 habitantes y una densidad poblacional de 16,36 personas por km².

## Geografía
El municipio de County Line se encuentra ubicado en las coordenadas 33°57′36″N 93°55′39″O / 33.96000, -93.92750. Según la Oficina del Censo de los Estados Unidos, el municipio tiene una superficie total de 39.55 km², de la cual 39,52 km² corresponden a tierra firme y (0,06 %) 0,02 km² es agua.

## Demografía
Según el censo de 2010, había 647 personas residiendo en el municipio de County Line. La densidad de población era de 16,36 hab./km². De los 647 habitantes, el municipio de County Line estaba compuesto por el 92,43 % blancos, el 4,33 % eran afroamericanos, el 0,93 % eran amerindios, el 0,93 % eran de otras razas y el 1,39 % eran de una mezcla de razas. Del total de la población el 3,71 % eran hispanos o latinos de cualquier raza.